# Pterolophia ugandae
Pterolophia ugandae är en skalbaggsart. Pterolophia ugandae ingår i släktet Pterolophia och familjen långhorningar.

## Underarter
Arten delas in i följande underarter:
- P. u. ugandae
- P. u. pseudarcuata